# Claude Barmier
Claude Barmier, né le 5 juin 1933 à Sartrouville (Yvelines), est un coureur cycliste français. Il évolue au niveau professionnel de 1955 à 1961.

## Palmarès amateur

### Par année
- 1952
  - Paris-Verneuil
- 1953
  - Paris-Ézy
  - Paris-Pacy
  - Paris-Orléans
- 1954
  -  Champion de France des sociétés[n 1]
  - Circuit d'Île-de-France
- 1955
  -  Champion de France des sociétés[n 2]
  - Champion d'Île-de-France des sociétés[n 3]
  - Paris-Pacy
  - 2e du championnat d'Île-de-France sur route

### Résultats sur les grands tours

#### Tour de France
1 participation
- 1958 : abandon (5e étape)